# 放射線

日本国内で使用されている標識。
JIS標識では、黄色地に赤紫色である（病院内ではJIS標識が採用されている）。

多くの国々にて提示されている標識。

イギリス国内ではこの標識が設置されている。

IAEAにて制定されている標識。

IAEAとISOが2007年2月に15日に発表した標識。

放射線（ほうしゃせん、英: Ionizing radiation／ionising radiation ）とは、高い運動エネルギーをもって流れる物質粒子（アルファ線、ベータ線、中性子線、陽子線、重イオン線、中間子線などの粒子放射線）と高エネルギーの電磁波（ガンマ線とX線のような電磁放射線）の総称をいう。「放射線」に全ての電磁波を含め、電離を起こすエネルギーの高いものを電離放射線、そうでないものを非電離放射線と分けることもあるが、一般に「放射線」とだけいうと、高エネルギーの電離放射線の方を指していることが多い
。
なお、広辞苑には「放射性元素の放射性崩壊に伴い放出される粒子放射線と電磁放射線（主にアルファ線、ベータ線、ガンマ線）を指す」、とあるが、これは放射性物質の放射能を問題とする文脈ではそれを指す、というくらいの意味である。

## 概要
放射性物質は放射性崩壊を起こすことで不安定な原子核の構造から安定した原子核の構造に変化しようとするが、その際に粒子または電磁波の形で放出されるのが放射線である。放射線は、直接的あるいは間接的に、物質中の原子や分子を電離または励起させる（物質にエネルギーを与える）。
放射線は生物にとって有害であり、強度によっては死に至らせるため、放射線防護のために各国で法律が制定されている。ただし、どの程度（線量）でどのような害があるかについては様々な見解があり、その基準も国際統一されていない。
また、放射線は人間の五感では感じることができないため、必然的に放射線測定のための測定器を用いて検出や測定を行なう。生活環境にある放射線は「環境放射線」と呼ばれるが、誰しも世界平均合計で2.4[mSv]前後の自然放射線による被曝を受けていると言われる。
放射線は応用範囲が広く、工業・農業・医療その他の分野で有効利用されている。ただし、放射線の取り扱いには注意を要するため、取り扱いに関する資格がいくつか存在する。

## 放射線の種類

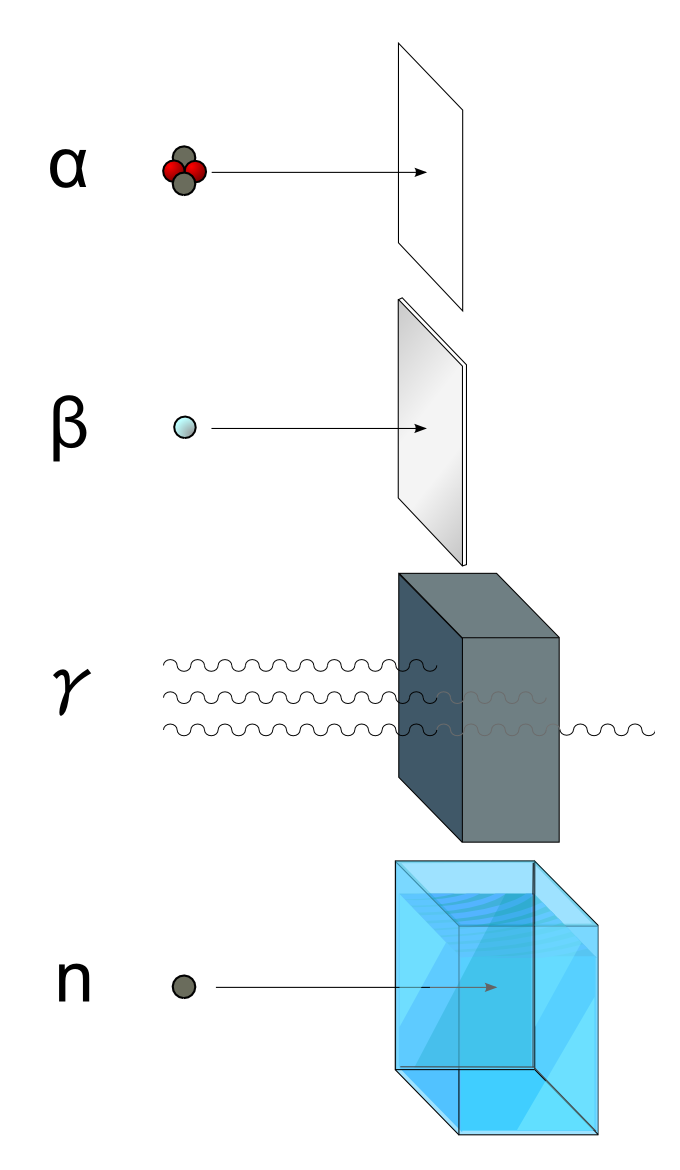
放射線の透過能力：上からそれぞれアルファ線、ベータ線、ガンマ線、中性子線の透過能力の図。アルファ線は紙1枚程度で遮蔽できる。ベータ線は厚さ数mmのアルミニウム板で防ぐことができる。ガンマ線は透過力が強く、コンクリートであれば50cm、鉛であっても10cmの厚みが必要になる。中性子線は挙動がほかの放射線と著しく異なり、鉛などの金属(原子番号の大きな元素)によって遮蔽することはできず、水やコンクリートの厚い壁に含まれる水素原子によって遮断できる。

放射線にはその発生機構や物理的性質によってさまざまなものが存在する。放射線は、その物理的性質から大まかに電磁放射線と粒子放射線に分けることができる。

### 電磁放射線 (electromagnetic radiation)
主な電磁放射線：ガンマ線（γ線）、X線
電磁放射線は波長が非常に短い電磁波である。
公衆被曝で問題となるのは、この波長が極めて短いことで高い透過性をもった電磁放射線である。

### 粒子放射線 (particle radiation)
主な粒子放射線：アルファ線（α線）、ベータ線（β線）、電子線、陽子線、中性子線、重粒子線など
粒子放射線は質量を持った粒子の運動によって生じるものである。その物理的実体としては、原子を構成している素粒子や原子核そのものであったりする。

## 各放射線と物質との相互作用

電離放射線と物質との相互作用を表した図 (記号の意味は、―;粒子線、～;電磁波、○;電離作用)。上からアルファ線、ベータ線、ガンマ線、中性子線と物質との相互作用を表している。 荷電粒子線(ここではアルファ線、ベータ線)が物質に衝突すると電離が起こるが貫通力は小さい。アルファ線は放出したほうの核も運動エネルギーを持ち、反跳・リコイルなどと呼ばれる。ベータ線が電離させた電子もまた電離作用を有するがこれをデルタ線 (放射線)という。更にベータ線は減速に伴って制動放射が起こる。一方、X線・ガンマ線や中性子線は電荷を持たないため、直接は電離作用をせず、間接的な電離作用も荷電粒子線に比べ小さいが、貫通力は大きい。中性子は水素などの軽元素と衝突すると反跳陽子(図中の赤丸)を生じ、この陽子が電離作用を持つ。非弾性散乱では衝突しただけでガンマ線を発生させる。また中性子捕獲が起きた場合にもガンマ線が放出される。

放射線は物質にエネルギーを与えるが、放射線の種類によってエネルギーを与える相互作用の仕組みは異なる。電磁放射線か粒子放射線かによって異なり、粒子放射線の場合、電荷の有無や質量の大きさによってもエネルギーを与える機構は異なる。
放射線の検出には主に電離・励起現象が利用されるが、その他の放射線を原因として発生する二次的な現象を利用しているものもある。

### 電磁放射線と物質との相互作用
電磁放射線（ガンマ線、X 線）と物質との相互作用としては光電効果、コンプトン散乱、電子対生成、レイリー（コヒーレント）散乱、光核反応の5つである。とりわけ最初の3つの相互作用が特に重要である。

### 粒子放射線と物質との相互作用
物質との相互作用を考える上で粒子放射線は電子からなる放射線、中性子線及び重荷電粒子放射線の3つに分類される。
電子からなる放射線と物質との相互作用
電子からなる放射線が物質を通過中に起こす相互作用としては、電離・励起、制動放射、散乱があるなお、一定の条件の下に、電磁放射線や電子が大きい原子番号の物質に放射線が入射するとカスケードシャワーと呼ばれる現象が発生する。
中性子と物質との相互作用
中性子は電荷を持っていないということが最大の特徴である。
中性子線と物質との相互作用はただ原子核との衝突のみである。さらに、衝突は散乱（弾性散乱、非弾性散乱）と吸収反応（中性子捕獲、核分裂反応、中性子放出反応、荷電粒子放出反応など）に分類される。
重荷電粒子放射線と物質との相互作用
重荷電粒子放射線と物質との相互作用は主に電離・励起である。ほか重荷電粒子が低速であるとき原子核との弾性衝突、および相当高いエネルギーを持つとき制動放射が発生する。

## 放射線の線量概念
放射線の線量概念はその測定したいものに応じて様々存在している。詳細は各線量概念の項目参照。放射能の強度については、放射能#放射性崩壊の速さとしての放射能 (activity) とその単位を参照。
| 用語     | 意味                                                   | 単位   |
| -------- | ------------------------------------------------------ | ------ |
| 吸収線量 | 放射線によって物質が得たエネルギーを表す尺度           | Gy（） |
| 等価線量 | 人体の各臓器に対して定義される、放射線の影響を表す尺度 | Sv（） |
| 実効線量 | 個人の体全体に対して定義される、放射線の影響を表す尺度 | Sv（） |
| 照射線量 | 照射された放射線の総量を表す尺度                       | R（）  |

## 放射線の検出・測定
放射線は肉眼にも見えず熱くもないので、検知するために特別な測定器具を用いる。測定したい線種と目的に応じて適切な器具を選ばなければならない。

### 放射線検出器に用いられる反応
放射線は物質と相互作用するが、そのうちの一部及びそれらから誘発される二次的な現象は放射線検出器の原理として利用されている。
電離 (ionize)
放射線と物質との相互作用によって原子は電離される。このとき放出された電子と陽イオンとでイオン対が生成されることになるが、これらを電気的に集めて入射した放射線（電離をもたらした放射線）を検出することができる。電離反応を利用した検出器としては、比例計数管、ガイガー＝ミュラー計数管、半導体検出器、電離箱、霧箱、泡箱、放電箱などがある。
励起 (electrical excitation)
放射線によって励起された原子や分子が、その後に発光することがある。発光する物質をシンチレータ (scintillator) と呼ぶ。この発光現象を利用して放射線を検出器の原理とするものをシンチレーション検出器と呼ぶ。
その他の現象を利用したもの
1. 化学反応：放射線により誘発された化学反応や写真作用を検出器の原理としているものもある。フィルムバッジなど
2. 放射線損傷 ：放射線によって、物質の結晶に格子欠陥が生じたり、物質の材料科学的な物性値が変化したりすることを放射線損傷を受けたという。放射線損傷を利用した検出器としては固体飛跡検出器と呼ばれるものがある。
3. チェレンコフ放射：チェレンコフ検出器

### 用途に応じた測定方法
環境にある放射線の測定
- 数日から数ヶ月の積算線量の測定：写真乳剤、ガラス線量計、熱ルミネッセンス線量計
- 原子力施設や放射線利用施設の中の作業環境における線量測定：サーベイメーター

個人線量の測定
- 個人の外部被曝線量を計測する：フィルムバッジ、熱ルミネッセンス線量計
- 個人の内部被曝線量を計測する：ホールボディカウンター

## 放射線障害とその防護
人体が放射線にさらされることを被曝と言う。被曝は、放射線を身体に外部から浴びる外部被曝と、体内に放射性物質を取り込んだことによる被曝である内部被曝に分類される。
放射線は生物にとって有害であり、浴びた放射線の線量に応じて何らかの障害、放射線障害が現れる。放射線障害は大まかに線量に応じて確率的影響 (stochastic effects) と確定的影響 (deterministic effects) に分類される。
放射線障害の歴史は概ねレントゲンによる X線の発見（1895年）から始まるが、放射線の防護については1940年ごろの原爆開発から保健物理という名称で調査・研究されている。
国際放射線防護委員会（ICRP）の勧告では、「事故などによる一般公衆の被曝量は、年間 1 mSv（ミリシーベルト）を超えないように」とされた（1990年（平成2年）勧告による）。（なお、放射線を扱う作業者については諸事情を考慮して）、5年間で 100 mSv を超えてはならないとされた。2007年の勧告では、これに追加する形で、個人が直接利益を受ける状況では1から20 mSv 以下とし、事故発生時等の被曝低減対策が崩壊している状況下では20から 100 mSv 以下とした。

内部被曝防止は気密性の高い衣服、空気中の微粒子を取り除くフィルター、放射能汚染された水・食品の飲食を避けることによって防護される。
外部被曝は中性子線の場合水やパラフィンなど水素を含むもの（重水素はより有効）、ガンマ線やX線など高エネルギーの光子は鉛など原子番号の大きい元素で防ぐのが有効である。
原子番号の大きさが重要であり重ければいい訳ではない。100keVのX線の場合、鉛は鉄の14倍も質量減衰係数が高い。ただ1MeV以上の高エネルギーガンマ線では原子番号が大きくても大して遮蔽能力は変わらない。
背後二次放射線にも気をつけなければならない。反射した二次放射線が再度患者や同席する人間の身体を貫くこともある。背後二次線についてはむしろ鉄の方が抑制できる。

このため鉛を鉄でサンドイッチする、表面を塗装するなどの工夫をすると鉛単体で用いるより良い。
α線やβ線は放射線は紙やアルミ板など薄い、軽い物質でも容易に遮蔽できる。ただしガンマ線などの二次放射線が生じることもある事に注意。

## 放射線の利用
農業や工業の領域においては、放射線の性質（1.透過する性質、2.生物学的作用、3.化学的作用、4.電離・励起作用など）を上手に利用した様々な技術や製品などがある。以下、各性質ごとに利用例を示す。
1. 透過する性質
X線撮影、非破壊検査
放射線の一種である X 線を用いた撮影は医療分野、工業分野 等においても非破壊検査の一つの手法として利用されている

。
2. 生物学的作用
放射線滅菌、輸血用血液への放射線照射
放射線の生物作用は、医療衛生器具の殺菌・滅菌処理の一つの手法として利用されている。特にプラスチック製品に対してコバルト60からのガンマ線照射が用いられている。
発芽防止、品種改良、不妊虫法
動植物の品種改良の手法として放射線障害の遺伝的影響が利用されていることもある。食品分野においては植物の品種改良に放射線照射が利用されており、また農業分野においては不妊虫放飼法を使った農業害虫駆除に利用されている。
3. 化学的作用
電子線架橋技術
高分子のプラスチックやゴムなど有機材料にガンマ線や電子線を照射すると、分子鎖の間で結合する反応（架橋）や分子鎖が切れて小さな分子になる反応（切断）が起こる。
4. 電離・励起作用
火災報知設備の煙感知器の中には、アメリシウム241のアルファ線を用いている製品もある。

### 医療利用
放射線医学
放射線は、放射線療法として脳腫瘍、皮膚がんなどの悪性腫瘍（まれに良性腫瘍も）を治療するためにも用いられる。さらに、放射性物質を利用した治療法として、放射線のでる釘（管）を病巣に挿入してがん細胞を死滅させる小線源治療法などがある。

## 日本における法的規制
被曝による放射線障害を避けることを目的に、日本においては次のような様々な法律を成立し、規制されている。
電離放射線からの労働者の保護に関する条約 (第115号)
1960年（昭和35年）6月に採択された国際労働機関による電離放射線を被曝しうる全ての労働者保護のための条約。16歳以下の者の雇用禁止、被曝量の限度の基準の設置、雇用者による事前と事後の健康診断や正当な医師の助言に反した作業の禁止が定められる。日本は1973年7月31日に批准している。
原子力基本法
条文：法
原子力の研究・開発及び利用推進によって将来におけるエネルギー資源を確保することを目的とする。
核原料物質、核燃料物質及び原子炉の規制に関する法律（炉規制法）
条文：法 - 令
放射性同位元素等による放射線障害の防止に関する法律（障害防止法）
条文：法 - 令 - 規則
一般公衆を含めて放射線障害の防止を図るため、放射性同位元素（除く核燃料物質・核原料物質）などの使用・販売・賃貸・廃棄の規制を目的とする。
電離放射線障害防止規則（電離則）
条文：規則
厚生労働省令。放射線を扱う事業所で働く人の安全確保を目的とする。
人事院規則一〇—五
条文：規則
電離放射線障害防止規則の国立機関版
船員電離放射線障害防止規則
電離放射線障害防止規則の船員版
医療法の施行規則（医療法）
条文：規則（第四章）
厚生労働省令。 放射線療法という利益がある医療分野における放射線利用の規制を目的とする。
放射性同位元素等車両運搬規則
国土交通省令。 運搬時の安全と運転者の安全確保を目的とする。
福島復興再生特別措置法
条文：法（第四章）
東京電力原子力事故により被災した子どもをはじめとする住民等の生活を守り支えるための被災者の生活支援等に関する施策の推進に関する法律
条文：法（第十三条）